# Universidad Nacional de Malasia
La Universidad Nacional de Malasia (en malayo: Universiti Kebangsaan Malaysia) es una universidad pública ubicada en Bangi, Selangor, que está a unos 35 km al sur de Kuala Lumpur, la capital del país asiático de Malasia. Su hospital docente, Universidad Kebangsaan Malasia Medical Centre (UKMMC)  Pusat Perubatan Universiti Kebangsaan Malaysia (PPUKM) se encuentra en Cheras y también tiene un campus en Kuala Lumpur. Hay 17.500 estudiantes de pregrado matriculados y 5.105 estudiantes de postgrado de los cuales 1.368 son estudiantes extranjeros de 35 países.